# Ujungwatu
Ujungwatu is een bestuurslaag in het regentschap Jepara van de provincie Midden-Java, Indonesië. Ujungwatu telt 5130 inwoners (volkstelling 2010).